# Bandeira de Palmeira (Paraná)
A Bandeira de Palmeira é um dos símbolos oficiais de Palmeira, município do Paraná. Foi oficializada através da lei municipal N° 301 de 24 de fevereiro de 1955, no mandato do prefeito Alfredo Bertoldo Klas .